# Terence Henricks
Terence Thomas Henricks (Bryan, 5 luglio 1952) è un ex astronauta statunitense. Ha partecipato a quattro missioni spaziali Shuttle STS-44, STS-55, STS-70 e STS-78, due come pilota e due come comandante.